# E843
La ruta europea E843 és una carretera que forma part de la Xarxa de carreteres europees. Comença a Bari (Itàlia) i finalitza a Tàrent (Itàlia). Té una longitud de 84 km. Té una orientació de nord a sud.